# Ubuntu One
Ubuntu One è stata un'applicazione web e servizio di archiviazione e sincronizzazione automatica di file tramite web gestita da Canonical Ltd, attiva fino al 1º giugno 2014.

## Storia e caratteristiche
Il servizio abilitava gli utenti ad archiviare e sincronizzare file in rete di computer ed offriva gratuitamente uno spazio di 5 GB che poteva essere aumentato a pacchetti di 20 GB tramite un pagamento mensile di 2,99 $ o annuale di 29,99 $.
In ogni caso per ogni persona presentata a Ubuntu One mediante il link di affiliazione di cui ogni utente disponeva, era possibile estendere lo spazio gratuito offerto di 500 MB.
Il servizio offerto da Ubuntu One era simile a quello offerto da società come Dropbox, Google Drive, Box.net, Mozy, Wuala e Humyo.
Per l'iscrizione era necessario possedere un account su Ubuntu Single Sign On, già posseduto se registrati su Launchpad (applicazione web per lo sviluppo collaborativo usata principalmente per Ubuntu). Dopo l'iscrizione era subito possibile fruire del servizio.
Ubuntu One permetteva di sincronizzare file, note, contatti e preferiti tra più PC connessi al servizio. Per la sincronizzazione dei file era necessario scaricare il client apposito, funzionante su tutti i sistemi operativi disponibili sul mercato.
La sincronizzazione dei contatti avveniva grazie alla rubrica di Evolution e con alcuni dispositivi mobili come l'iPhone e quelli basati su Android. Le note e i preferiti venivano sincronizzati rispettivamente con Tomboy e Mozilla Firefox.
Con il client per Kubuntu era possibile utilizzare gran parte delle funzionalità disponibili nel client ufficiale per Ubuntu.
Tutti i dati erano gestibili anche dall'interfaccia online, senza l'uso di alcun client. Era possibile disporre di una cartella condivisa tra due utenti che modificabile da entrambi. Se desiderato, alcuni file potevano essere resi pubblici in modo che fossero scaricabili da chiunque.
Il 2 aprile 2014 è stata annunciata la chiusura del servizio, avvenuta il 1º giugno 2014.

## Ubuntu One Music Store
Con Ubuntu One era possibile accedere all'Ubuntu One Music Store, gestito da 7digital, dove era possibile acquistare online brani musicali in formato MP3 senza DRM.
Gli unici programmi in grado di accedere al negozio online erano Rhythmbox e Banshee. La musica acquistata veniva automaticamente scaricata nel proprio spazio online e quindi sincronizzata su qualsiasi PC connesso al servizio. Dal 2 aprile 2014 il servizio è stato sospeso in previsione della definitiva chiusura del servizio avvenuta nel successivo mese di giugno.